# Stefan Kröpelin

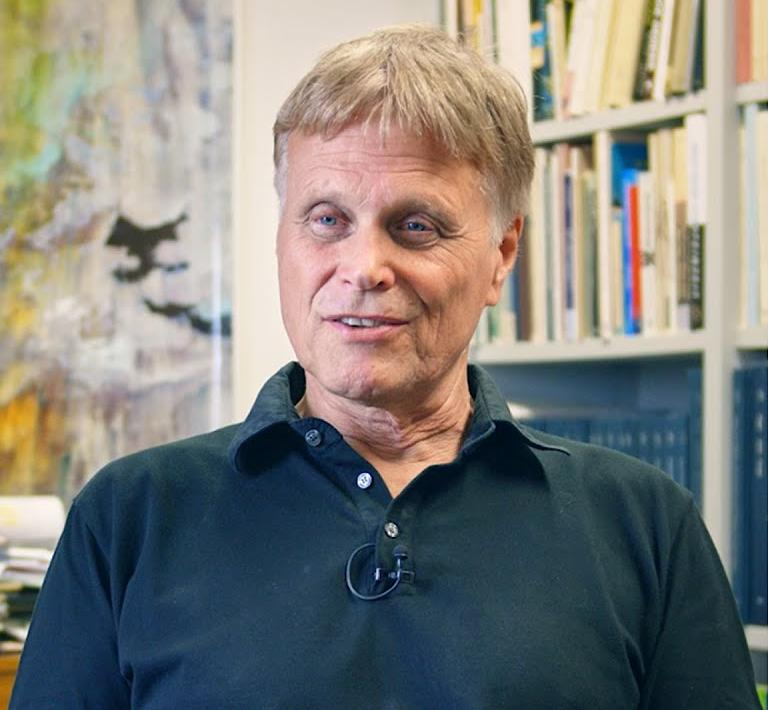
Stefan Kröpelin, 2019

Stefan Kröpelin (* 1952 in München) ist ein deutscher Geologe, der in der Forschungsstelle Afrika des Instituts für Ur- und Frühgeschichte der Universität zu Köln tätig ist.

## Leben
Kröpelin entstammt einem liberalen Elternhaus, sein Vater war leitender Redakteur beim Bayerischen Rundfunk, seine Mutter war eine Anwältin in München. Wegen politischer Aufwiegelung musste er 1968 die Schule verlassen und machte dann sein Abitur in Berlin. 1970 unternahm er mit einem alten VW-Bulli seine erste längere Reise nach Afghanistan und zum Dalai Lama im Himalaya.
In den 1970er Jahren studierte Kröpelin an der TU Berlin zuerst Informatik. Nach dem Vordiplom unternahm er weitere Reisen. Dabei entdeckte er sein Interesse für die Geowissenschaften. Ab 1979 studierte er Geografie und Geologie an der TU Berlin und der Université d’Aix-Marseille. 1985 wechselte er an den Fachbereich Geowissenschaften der FU Berlin. Hier promovierte er 1990 mit einer Dissertation zum Unteren Wadi Howar im Nordwest-Sudan zum Dr. rer. nat. Seit 1995 arbeitet Kröpelin an der Universität zu Köln. Dort leitete er von 1995 bis 2008 die Teilprojekte Sudan und Tschad des DFG-Sonderforschungsbereichs 389 zum Thema „Kultur- und Landschaftswandel im ariden Afrika“ sowie von 2009 bis 2017 das Teilprojekt „Hochauflösende Klimaarchive der Sahara“ im Sonderforschungsbereich 806 "Our Way to Europe".
Kröpelin ist verheiratet und hat drei Kinder.

## Wissenschaftliche Leistungen
Als Afrikaforscher hat Kröpelin mehr als sechzig Expeditionen in die Sahara durchgeführt. Derzeit untersucht er im Rahmen des Sonderforschungsbereiches „Unser Weg nach Europa“, auf welchem Weg und unter welchen klimatischen Bedingungen der Homo sapiens vor über 100.000 Jahren aus der Subsahara nach Europa kam. Im Besonderen hat er die Oasen der Ounianga-Seenlandschaft erforscht, die Schluchten des Ennedi-Massivs und das Tibesti-Gebirge, das größte Gebirge der Sahara, mit bis zu 3500 Meter hohen Bergen und gleichzeitig auch die größte Kraterlandschaft der Erde.
Er war maßgeblich an der Aufnahme von zwei Regionen der östlichen Sahara in die Liste der UNESCO-Welterbestätten beteiligt, und zwar der UNESCO-Welterbestätte Ouinanga-Seen im Nordost-Tschad (2012 in die Welterbeliste aufgenommen) und der UNESCO-Welterbestätte Ennedi-Massiv im Nordost-Tschad (2016 Aufnahme in die Welterbeliste). Zurzeit betreut er eine dritte Initiative: das Tibestigebirge in Nordwest-Tschad. Die Einrichtung von zwei Nationalparks geht auf ihn zurück, und zwar der Wadi-Howar-Nationalpark im Nordwesten des Sudan und der Gilf-Kebir-Nationalpark im Südwesten von Ägypten.
Bei der Vergabe des Communicator-Preises der DFG wurde darauf verwiesen, dass seine Forschungsergebnisse in mehr als 30 Fernsehsendungen (u. a. von ARD, ZDF, Arte, WDR, SWR ausgestrahlt) und 20 Hörfunkbeiträgen, die teilweise auch von nichtdeutschen Sendern, wie Radio New Zealand oder dem US National Public Radio, ausgestrahlt wurden. Des Weiteren organisierte er mehrere Ausstellungen, die in über 30 Städten im In- und Ausland gezeigt wurden (u. a. auch die internationale Wanderausstellung der DFG zur Sahara-Forschung „Das Wasser der Wüste“ (1995–2002), die in 17 Ländern präsentiert wurde). Zudem produzierte er zehn eigene Filme.
Etwa 50 seiner nicht wissenschaftlichen Artikel sind in Zeitschriften wie „Spiegel“, „Focus“, „New York Times“, „Wall Street Journal“ und „Pravda“ erschienen. Weitere 30 Magazinbeiträge über seine Forschungsexpeditionen wurden in „GEO“ sowie im „GEO Lexikon“ publiziert.

## Äußerungen zum Klimawandel
Kröpelin ist Unterzeichner der von Clintel initiierten Deklaration There is no climate emergency, die den wissenschaftlichen Konsens in Frage stellt, dass die gegenwärtige globale Erwärmung hauptsächlich menschengemacht ist, und den CO2-Konzentrationsanstieg als segensreich bezeichnet. In einer Replik auf den 2018 erschienenen Artikel Kohle, Kohle, Kohle der Süddeutschen Zeitung bezeichnete Kröpelin einen überwältigenden oder sogar 97-prozentigen wissenschaftlichen Konsens der Klimaforschung als „unhaltbar“. Wissenschaftler würden ihre Karriere oder Förderung riskieren, sofern sie nicht „dem wissenschaftlichen (bzw. politischen) Mainstream“ folgten. In diesem Zusammenhang sprach Kröpelin auf einer Konferenz des zur organisierten Klimawandelleugnung zählenden Vereins Europäisches Institut für Klima und Energie von einer „Gleichschaltung der meisten Medien und auch der meisten Wissenschaft“.

## Ehrungen
- 2017: Nationalorden „Officier du Tchad“[4]
- 2017: Communicator-Preis der DFG und des Stifterverbandes für die Deutsche Wissenschaft.[5] Das zugehörige Communicator-Preis-Hologramm wurde von Michael Bleyenberg gestaltet und zeigt im Hintergrund ein Muster aus Sedimentschichten, der Vordergrund besteht aus einem Ensemble von Menschen bei der Jagd und von Tieren, die sich an den prähistorischen Zeichnungen orientieren.
- 2014: Ehrenmitglied der „Long Now Foundation“
- 2012: Nationalorden „Chevalier du Tchad“
- 2010: Zerzura Club Explorer Medal
- 2010: Ehrenmitglied der „Sudanese Geologists' Union“
- 1998: Ehrenmitglied des „Man & Biosphere Programme“ der UNESCO im Sudan.[6]

## Ausgewählte Publikationen
- H. Riemer, S. Kröpelin, A. Zboray: Climate, styles and archaeology: an integral approach towards an absolute chronology of the rock art in the Libyan Desert (Eastern Sahara). In: Antiquity. Band 9, 2017, S. 7–23.
- S. Kröpelin et al.: Lake Yoa (Northern Chad): A Seasonal Footprint of 10,500 Years of Climate Change in the Sahara. AGU Fall Meeting, San Francisco 2016.
- B. Mallaye, S. Kröpelin: Ennedi Massif, Chad. A cultural and natural gem. In: World Heritage. Band 82, 2016, S. 30–37.
- S. Kröpelin, M. Dinies, F. Sylvestre, P. Hoelzmann: Crater palaeolakes in the Tibesti mountains (Central Sahara, North Chad) - New insights into past Saharan climates. In: Geophysical Research Abstracts. Vol. 18, 2016.
- S. Kröpelin: Holozäne Umweltrekonstruktion und Kulturgeschichte der Sahara: Perspektiven aus der sudanesischen Wüste. In: W. D. Blümel (Hrsg.): Wüsten - natürlicher und kultureller Wandel in Raum und Zeit. (= Nova Acta Leopoldina, NF. Band 108). 2009, S. 165–191.
- S. Kröpelin, D. Verschuren, A. M. Lézine, H. Eggermont, C. Cocquyt, P. Francus, J. P. Cazet, M. Fagot, B. Rumes, J. M. Russell, F. Darius, D. J. Conley, M. Schuster, H. v. Suchodoletz, D. R. Engstrom: Climate-Driven Ecosystem Succession in the Sahara: The Past 6000 Years. In: Science. Band 320, 2008, S. 765–768.
- S. Kröpelin: Holozäner Klimawandel und Besiedlungsgeschichte der östlichen Sahara. In: Geographische Rundschau. 4/2007, S. 22–29.
- R. Kuper, S. Kröpelin: Climate-Controlled Holocene Occupation in the Sahara: Motor of Africa’s Evolution. In: Science. Band 313, 2006, S. 803–807.
- H.-J. Pachur, S. Kröpelin: Wadi Howar: Paleoclimatic Evidence from an Extinct River System in the Southeastern Sahara. In: Science. Band 237, 1987, S. 298–300.